# Circonscription de Qaqe
La circonscription de Qaqe (ou Kaki) est une des 177 circonscriptions législatives de l'État fédéré Oromia, elle se situe dans la Zone Qelem Wellega. Son représentant actuel est Desta Bekelche Jiga.